# Мора (Бежа)
Мора (порт. Moura) — город в Португалии, центр одноимённого муниципалитета округа Бежа. Численность населения — 9,2 тыс. жителей (город), 16,6 тыс. жителей (муниципалитет). Город и муниципалитет входит в регион Алентежу и субрегион Байшу-Алентежу. По старому административному делению входил в провинцию Байшу-Алентежу.

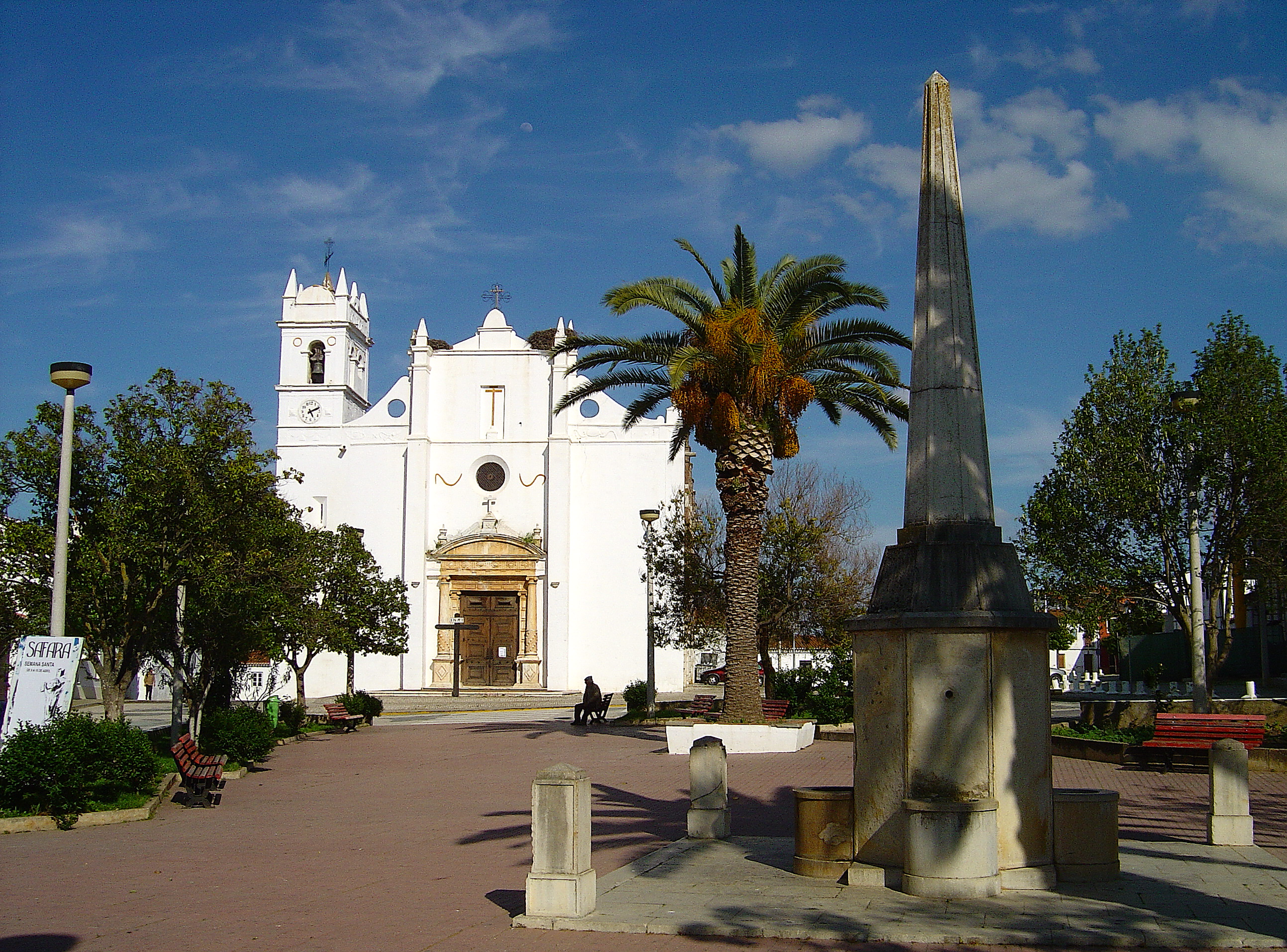
Церковь в Сафара

## Расположение
Город расположен на реке Ардила близ впадения её в реку Гвадиана, в 38 км северо-восточнее города Бежа.
Расстояние до:
- Лиссабон = 160 км
- Бежа = 38 км
- Эвора = 62 км
- Сетубал =132 км
- Фару = 132 км

Муниципалитет граничит:
- на северо-востоке — муниципалитет Моран
- на востоке — муниципалитет Барранкуш и Испания
- на юге — Испания
- на юго-западе — муниципалитет Серпа
- на западе — муниципалитет Видигейра
- на северо-западе — муниципалитет Портел и Регенгуш-де-Монсараш

## Население
| Население муниципалитета Мора | Население муниципалитета Мора | Население муниципалитета Мора | Население муниципалитета Мора | Население муниципалитета Мора | Население муниципалитета Мора | Население муниципалитета Мора | Население муниципалитета Мора | Население муниципалитета Мора |
| ----------------------------- | ----------------------------- | ----------------------------- | ----------------------------- | ----------------------------- | ----------------------------- | ----------------------------- | ----------------------------- | ----------------------------- |
| 1801                          | 1849                          | 1900                          | 1930                          | 1960                          | 1981                          | 1991                          | 2001                          | 2004                          |
| 10 283                        | 13 130                        | 17 417                        | 23 753                        | 29 106                        | 19 772                        | 17 549                        | 16 590                        | 16 411                        |

## История
Город основан в 1295 году.

## Районы
| Фрегезии (районы) муниципалитета Мора | Фрегезии (районы) муниципалитета Мора | Фрегезии (районы) муниципалитета Мора | Фрегезии (районы) муниципалитета Мора | Фрегезии (районы) муниципалитета Мора | Фрегезии (районы) муниципалитета Мора | Фрегезии (районы) муниципалитета Мора |
| ------------------------------------- | ------------------------------------- | ------------------------------------- | ------------------------------------- | ------------------------------------- | ------------------------------------- | ------------------------------------- |
| №                                     | Наименование                          | Оригинальное наименование             | Кол-во жителей чел.(2001)             | Территория км²                        | Плотность чел./км²                    | Почтовый индекс                       |
| 1                                     | Амарележа                             | Amareleja                             | 2 763                                 | 108,34                                | 25,5                                  | 7885-000 AMARELEJA                    |
| 2                                     | Повуа-де-Сан-Мигел                    | Póvoa de São Miguel                   | 1 094                                 | 186,94                                | 5,85                                  | 7885-000 POVOA DE SAO MIGUEL          |
| 3                                     | Сан-Жуан-Батишта                      | São João Baptista                     | 4 747                                 | 93,13                                 | 50,97                                 | 7860-000 MOURA                        |
| 4                                     | Санту-Агоштинью                       | Santo Agostinho                       | 4 475                                 | 121,24                                | 36,91                                 | 7860-000 MOURA                        |
| 5                                     | Санту-Алейшу-да-Рештаурасан           | Santo Aleixo da Restauração           | 842                                   | 179,53                                | 4,69                                  | 7875-000 STO ALEIXO DA RESTAURAЗAO    |
| 6                                     | Санту-Амадор                          | Santo Amador                          | 456                                   | 72,63                                 | 6,28                                  | 7875-000 SANTO AMADOR                 |
| 7                                     | Сафара                                | Safara                                | 1 167                                 | 57,62                                 | 20,25                                 | 7875-000 SAFARA                       |
| 8                                     | Собрал-да-Адиса                       | Sobral da Adiça                       | 1 046                                 | 138,3                                 | 7,56                                  | 7875-000 SOBRAL DA ADICA              |

## Фотогалерея

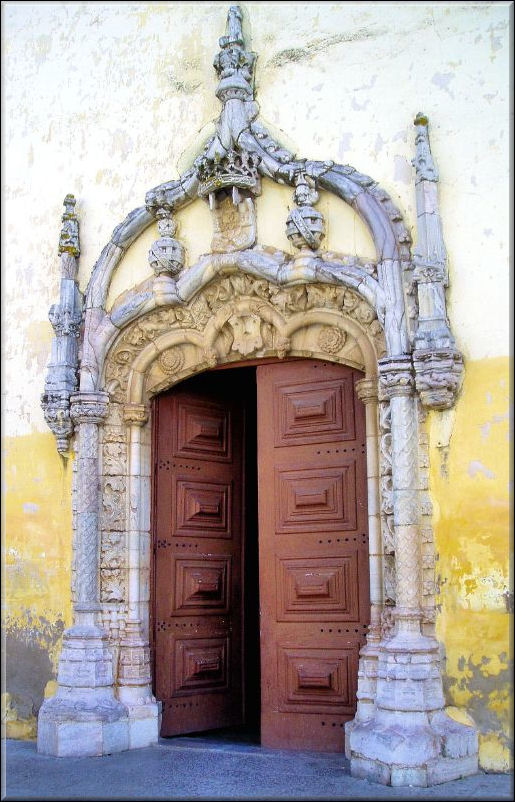
Вход в церковь г. Моура